# Дурени
Дурени (рос. Дурены) — село Кяхтинського району, Бурятії Росії. Входить до складу Усть-Кіранського сільського поселення.
Населення —  145 осіб (2010 рік). 